# アンギアーリ
アンギアーリ (イタリア語: Anghiari) は、イタリア共和国トスカーナ州アレッツォ県にある、人口約5,600人の基礎自治体（コムーネ）。

## 地理

### 位置・広がり

#### 隣接コムーネ
隣接するコムーネは以下の通り。括弧内のPGはペルージャ県を示す。
- アレッツォ
- カプレーゼ・ミケランジェロ
- チテルナ (PG)
- モンテルキ
- ピエーヴェ・サント・ステーファノ
- サンセポルクロ
- スッビアーノ

## 文化・観光
「スローシティ」加盟都市、「イタリアの最も美しい村」クラブ加盟コムーネである。